# Battaglia di Ushant
La battaglia di Ushant, conosciuta anche come battaglia della Bretagna fu combattuta nel primo mattino nel 9 giugno 1944 quando s'ingaggiarono una flottiglia di cacciatorpediniere della Kriegsmarine e un'analoga formazione Alleata al largo della Bretagna. Il fatto avvenne poco dopo lo sbarco in Normandia. Dopo dei combattimenti piuttosto confusi durante la notte, gli Alleati affondarono uno dei cacciatorpediniere e costrinsero un altro ad arenarsi.

## Contesto storico
Il 6 giugno 1944, il giorno dello sbarco in Normandia, i resti dell'8ª flottiglia di cacciatorpediniere tedeschi, costituita dagli Zerstörer 1936A Z24, Z32 e dallo ZH1 ricevettero l'ordine dal Vizeadmiral Theodor Krancke di salpare dall'estuario della Gironda alla volta di Brest. L'ordine fu intercettato dagli inglesi che diedero l'incarico ai Bristol Beaufighter canadesi agli ordini del RAF Coastal Command di attaccare le navi tedesche mentre esse erano in movimento nel Golfo di Biscaglia. Nel conseguente raid, lo Z32 fu lievemente danneggiato. La flottiglia tedesca riparò a Brest, dove lo Z24 e lo Z32 rafforzarono il proprio armamento antiaereo. Questi ripresero il mare l'8 giugno in compagnia della torpediniera di classe 1939 T-24, l'unica sopravvissuta della 4ª flottiglia siluranti diretti a Cherbourg ai comandi di Theodor von Bechtolsheim, dove avrebbero rafforzato le posizioni tedesche.
Gli Alleati vennero a conoscenza dei piani tedeschi attraverso le intercettazioni di Ultra, e diedero ordine alla 10ª flottiglia cacciatorpediniere di intercettare le navi tedesche appena fossero entrate nella Manica. La flottiglia era in quel frangente ai comandi del capitano Basil Jones, la cui bandiera era a bordo del cacciatorpediniere di classe Tribal HMS Tartar. Insieme ad esso c'erano l'HMS Ashanti, l'HMS Eskimo e l'HMS Javelin, le navi canadesi HMCS Haida e HMCS Huron, e quelle polacche ORP Piorun e ORP Błyskawica. Jones decise di suddividere la sua flottiglia in due parti: la 19ª divisione (Eskimo, Javelin, Piorun e Błyskawica) e la 20ª divisione (Tartar, Ashanti, Huron e Haida).

## Il combattimento
La flottiglia britannica si stava dirigendo verso ovest lungo il canale quando le navi tedesche durono rilevate dai radar appena dopo le 01:00 del 9 giugno. Jones effettuò la virata per incrociare i tedeschi, che si trovavano a 45 km a ENE dell'isola di Batz. Le due flottiglie si scambiarono spari e salve di siluri. La Tartar fu colpita diverse volte, ma riuscì a recuperare velocità. Lo ZH1 fu quindi ingaggiato dalla Tartar e dall'Ashanti, con l'Ashanti che lanciò due siluri a bruciapelo. Uno colpì lo ZH1, distruggendone la prua. Poiché la nave era fuori uso, il capitano Klaus Barckow ordinò di abbandonare la nave e poi la fece affondare con cariche di profondità alle 02:40. Barckow fu annoverato tra le 39 vittime. 28 marinai riuscirono a raggiungere le coste francesi, gli altri 140 furono presi prigionieri dagli inglesi.
Nel frattempo l'Haida e l' Huron inseguirono lo Z24 e il T-24 finché le navi tedesche non incapparono in un campo minato inglese. I canadesi tentarono di seguirli deviando da esso, ma persero contatto col nemico. Lo Z24 e il T-24 si rimisero in formazione, con l'intenzione di tornare al combattimento, ma scoprendo di non essere inseguiti, lasciarono l'area. L'Haida e l' Huron ritornarono in scena e incrociarono lo Z32 di von Bechtolsheim, che era stato duramente colpito e aveva perso contatto con le altre unità tedesche. Dopo qualche confusione sull'identità reciproca, i canadesi capirono che si trattava di una nave nemica e aprirono il fuoco. Von Bechtolsheim fuggì a tutta velocità, ma lo Z32, gravemente danneggiato, si arenò sull'isola di Batz e fu abbandonato.